# Вилисов артеријски круг
Вилисов артеријски круг или Вилисов прстен лат. Circulus arteriosus cerebri — Circulus Willisi анатомска је структура артеријских крвних судова мозга у облику пентагона на вентралној површини мозга. Он је важна анастомоза на бази мозга између четири артерија (две вертебралне (пршљенске и две унутрашње каротидне артерије) које крвљу снабдевају мозак.

## Историјска позадина
Вилисов артеријски круг ако анастомотски систем артерија који се налази у бази мозга, први пут је описан у књизи Анатомија мозга  (Cerebri Anatome) коју је написао др Томас Вилис 1664. године. Иако је текст наставио да има огроман утицај на неуролошке науке и анатомију, Вилис је првобитно објавио текст у складу са својим схватањем филозофске душе. Током свог боравка у Оксфорду, Вилис је веровао да је разумевање церебралне анатомије најважније средство које помаже у истраживању људског концепта. Кроз аутопсију, дисекцију и рудиментарна експериментисања, Вилис је утврдио многе налазе, укључујући васкуларни „круг“ који је укључен у књигу Анатомија мозга.
Занимљиво је да је термин „Вилисов круг“ прикладно назвао један од Вилисових ученика, Ричард Ловер, а касније га је цитирао истакнути физиолог, Албрехт фон Халер, отприлике век касније.
Термин „Вилисов круг“ није коришћен под истим именом све до текста објављеног у делу Анатомска библиотека (Bibliotheca Anatomica) из 1774. године.

## Ембриологија
Унутрашње каротидне артерије почињу да се формирају 24. дана ембриолошког развоја од комбинације трећег граничног лука и дисталних сегмената упарене дорзалне аорте. Од 28. дана, унутрашња каротидна артерија (УКА) ће се затим гранати на предњи и задњи део. Касније у развоју, предњи део постаје предња церебрална артерија (ПЦА), средња церебрална артерија (СЦА) и предња хороидална; задњи део постаје фетални ПКА (и задња хороидална). ПЦА почињу да се у потпуности формирају 51. дана, када раста медијално и на крају формира предњу комуникациону артерију (ПКА). СЦА почињу да се у потпуности формирају 35. дана и пробијају церебралне хемисфере. Све ово формира предњу циркулацију Вилисовог круга. Задња циркулација Вилисовог круга се формира када фетална задња церебрална артерија (ЗЦА) постане ПКО, одрасла ПЦА се повезује са базиларном артеријом (БА), а задња хороидална артерија се уграђује у БА.
Од 31. до 35. дана, базиларна артерија, која снабдева задњи мозак и мождано стабло почиње да се формирају из две паралелне нервне артерије (или канала). Ови канали примају крв из каротидно-вертебробазиларних анастомоза које дају тригеминалну артерију (ТА), отичка артерија (ОА), хипоглосална артерија (ХА) и проатлантална артерија (ПроА).
Од 35. до 38. дана, вертебрална артерија почиње да формира попречне анастомозе између цервикалних интерсегментних артерија, и надоле до 6. интерсегменталне артерије.

## Анатомија

### Артеријски системи мозга
Мозак је снабдевен крвљу преко два артеријска система:
Предњи артеријски систем мозга
Предњи система артерија који служи за исхрану великог мозга чине лева и десна унутрашња каротидна артерија са својим огранцима: средњом можданом артеријом и предњом можданом артеријом. 
Задњи артеријски систем мозга
Задњи система артерија који служи за исхрану можданог стабла и малог мозга чине лева и десна вертебрална артерија које се у висини понтоцеребралног жлеба спајају у артерију базиларис.

### Вилисов артеријски круг
Вилисов артеријски круг стварају (антериорно према постериорно) следеће артерије:
Предња комуникантна артерија — (а. communicans anterior)
Предња мождана артерија — (а. cerebri anterior)
Ова артерија усмерена је према напред, и са истоименом артеријом супротне стране мозга повезује предњу спојну артерија. Затим артерија обликује лук око жуљевитог тела и даје огранке за медијално подручје мождане хемисфере.
Унутрашња каротидна артерија — (а. carotis interna)
Одвајањем од заједничке артерије главе ова артерија је усмерена уздуж латералне стране ждрела према горе и улази у лобању кроз канал у пирамиди слепоочне кости. На бази мозга дели се на завршне гране: очну артерију, предњу и средњу мождану артерију.
Задња комуникнтна артерија — (а. communicans posterior)
Задњамождана артерија — (а. cerebri posterior)
Међутим честе су и варијације величине крвних судова које граде овај мождани артеријски круг. Док код некох особа а. communicans posterior недостаје, код других могу постојати две а. communicans anterior.
Такође код приближно једне од три особе, једна а. cerebri posterior је велики огранак а. carotis internае. Једна од а. cerebri anterior је обично мала у свом проксималном делу, и зато је а. communicans anterior код ових људи обично нешто већа.

## Патофизиолошке варијанте
Асиметрија Вилисовог круга резултује значајном асиметријом протока и један је од важних фактора у развоју интракранијалних  анеуризме  и  исхемијског можданог удара. Пацијенти са анеуризмом имају већу вероватноћу да имају асиметрију или аномалију круга. 
Осамдесет пет процената сакуларних анеуризам настаје из артерија Вилисовог круга, са 35% из предње комуникационе артерије, 30% из унутрашње каротидне артерије, 22% из средње мождане артерије, а остатак из задње циркулације.
Штавише, присуство нефункционалног предњег колатералног пута у Вилисовом кругу код пацијената са оклузивном болешћу унутрашње каротидне артерије (УКА) је снажно повезано са исхемијским можданим ударом. Штавише, доминација вертебралне артерије може такође допринети закривљености базиларне артерије и инфарктима задње циркулације.
Ретко се нађе перзистентност феталних анастомоза које укључују Вилисов круг, укључујући упорне тригеминалне, отичке, хипоглосне и проатланталне артерије. Ове артерије мање-више обједињују унутрашње каротидне и вертебробазиларне системе. Перзистентна примитивна тригеминална артерија (ТА) је најчешћа од упорних феталних анастомоза (83%) и повезује кавернозни синус са базиларном артеријом. Перзистентна отична артерија (ОА) је најмање уобичајена која перзистира и повезује петрозну каротиду са базиларном артеријом. Перзистентна хипоглосална артерија (ХА) повезује петрозну или дисталну цервикалну ДЦА са вертебралном артеријом. Перзистентна проатлантална интерсегментна артерија (ПроА) повезује цервикалну УЦА са вертебралном артеријом.

## Значај
Вилисов артеријски круг је важан због чињенице да он обезбеђују колатералне циркулацију мозгу у поступној опструкцији једне од већих артерија које улаза у састав Вилисовог круга. Изненадно зачепљење, па чак и само пролазно или делимично, узрокује неуролошке дефиците. 
У старијих особа, у случају спонтаних догађаја (међу којима су најчешћи церебрална тромбоза, церебрално крварење, церебрални емболизам и субарахноидно крварење), анастомозе Вилисовог артеријског круга често су недовољне, ако је велика унутрашња артерија (а. carotis interna) зачепљена, чак и ако је оклузија постепена (у том случају је функција смањена бар мало).
За разлику од трајних исхемијских догађаја (нпр можданог удара) пролазни или транзиторни исхемијски напад (ТИА) (енгл. transient ischemic attacks - TIA) односе се на неуролошке симптоме који су резултат исхемије. Већина ТИА траје само неколико минута, али неки могу трајати и до сат времена. Са већим каротидним или вертебробазиларним стенозе, ТИА могу трајати и дуже и узроковати дистално затварање интракранијалних крвних судова. Симптоми су различити: нестабилност, вртоглавица, несвестица и трнци. Особе са ТИА имају повећани ризик од миокардијалних инфракције и исхемијских удара.